# Roland Fantom-G
Roland Fantom-G (często spotykana nazwa Roland Fantom G) – sztandarowa stacja robocza firmy Roland, zaprezentowana na NAMM 2008 i produkowana od 2008 roku, konkuruje z Yamahą Motif i Korgiem M3.

## Opis
Model Fantom-G posiada 8,5-calowy wyświetlacz o rozdzielczości 480×800 pikseli (VGA), nie posiada ekranu dotykowego. Wyposażony został w 128-głosową polifonię i sekwencer, mogący zapisać maksymalnie około 1.000.000 nut. Fantom G posiada również 1664 brzmienia fabryczne i 64 zestawy perkusyjne. Instrument wspiera standard General MIDI; ma 256 brzmień i 9 zestawów perkusyjnych GM2. Fantom-G posiada 256 MB pamięci wave, w której mieści się 2230 próbek. Nowa seria Fantom ma wbudowanych 169 efektów (w tym: 3 chorus, 10 reverb, 78 multi-efektów). Instrument, podobnie jak jego poprzednik, model Fantom-X, opiera się na syntezie ARX, jednak z pakietem Super NATURAL.

## Modele
Fantom-G jest produkowany w 3 wersjach:
- G6 – 61 klawiszy (efekt Aftertouch),
- G7 – 76 klawiszy (efekt Aftertouch),
- G8 – 88 klawiszy (Ballanced Hammer – PHA i Aftertouch),